# シンマとミミの歌謡ドライブ
シンマとミミの歌謡ドライブ（シンマとミミのかようドライブ）は、CBCラジオで1982年9月13日から1983年12月30日まで月曜日 - 金曜日の15時40分 - 16時に放送されていたミニ番組である。

## 概要
番組は、それまで放送されていた『ダイマル・ラケットのみんなの歌謡曲』が、中田ダイマルが1982年9月5日に急逝した事により放送打ち切りが決定し、急遽企画されたものである。準備期間は短かったが、CBCラジオに縁の深い新間正次と水谷ミミ（現・旭堂風鱗）が出演を快諾し、放送を開始した。
番組の内容は、『みんなの歌謡曲』同様、歌謡曲を1コーラスかけながら、合間に三河地区の企業からのCMを流すインフォマーシャル番組で、CMは、新間と水谷がコント風にやりとりしながら説明するものであった。
番組は、1年数ヶ月続いて1983年12月30日に終了。番組のコンセプトは、翌年1月より放送開始される『唄啓のこれは得だすお聞きやす』に受け継がれた。

## 番組テーマ曲
敏いとうとハッピー&ブルーの『星降る街角』のインストルメンタルバージョンであった。